# قائمة مواضيع العصر الجديد
هذه القائمة من مواضيع العصر الجديد تقدم كملح عام عن دليل موضعي للعصر الجديد. العصر الجديد هو شكل من أشكال الغربية من التطويريات التي تشمل مجموعة من الممارسات والآراء الروحية أو الدينية التي نمت بسرعة في المجتمع الغربي خلال أوائل السبعينيات.
المعتقدات الأساسية والروحانية:
عصر الدلو: الإيمان بعصر قادم من الوعي الروحي المتنامي والسلام.
الوعي الأعلى: السعي إلى حالات وعي أوسع وتطور روحي.
الوحدانية/وحدة الوجود: الاعتقاد بأن كل شيء هو في الأساس طاقة واحدة، أو أن الإله حاضر في كل شيء.
التناسخ: الاعتقاد بأن الأرواح تولد من جديد في حياة جديدة.
الروحانية الذاتية: التركيز على المسارات الروحية الفردية والمعرفة الداخلية، والتي غالبًا ما توصف بأنها "روحية وليست دينية".
الكارما: مفهوم السبب والنتيجة الذي يؤثر على مصير المرء.
الممارسات والتقنيات:
التأمل واليوغا: ممارسات لتحقيق الصفاء الذهني والاسترخاء والتواصل الروحي.
التواصل: التواصل مع الكيانات غير المادية، أو الأرواح، أو الوعي الأعلى.
علم التنجيم: دراسة تأثير الأجرام السماوية على شؤون الإنسان وشخصيته.
قراءة التاروت والتنجيم: استخدام أدوات مثل أوراق التاروت أو كتاب التغييرات للتوجيه والبصيرة.
الشفاء بالكريستال: استخدام الكريستالات والأحجار الكريمة لخصائصها الطاقية والشفائية المُدركة.
الشفاء بالطاقة: طرق مثل الريكي، واللمسة العلاجية، أو العمل مع الشاكرات (مراكز الطاقة في الجسم).
التأكيدات والتخيل: استخدام العبارات الإيجابية والصور الذهنية لتحقيق النتائج المرجوة.
التنفس: تقنيات تتضمن التحكم الواعي في التنفس لتحقيق فوائد جسدية أو عقلية أو روحية.
الصحة ونمط الحياة:
الصحة الشاملة: نهج يركز على الإنسان ككل - عقلًا وجسدًا وروحًا - وغالبًا ما يتضمن الطب البديل.
الطب البديل: ممارسات مثل الوخز بالإبر، والعلاج بتقويم العمود الفقري، والعلاج بالأعشاب، والعلاج الطبيعي.
الأطعمة الطبيعية والعضوية: التركيز على الأطعمة الكاملة غير المصنعة، وغالبًا ما تشمل النظام النباتي أو النباتي الصرف.
الميتافيزيقيا والباطنية:
القدرات النفسية: الإيمان بقدرات مثل الاستبصار، والتخاطر، ورؤية الهالات، أو الرؤية عن بُعد.
أسرار الأرض: الاهتمام بالمواقع المقدسة (مثل ستونهنج، وماتشو بيتشو)، وخطوط الطاقة، وطاقة الأرض.
الحياة خارج كوكب الأرض والأجسام الطائرة المجهولة: الإيمان بكائنات من كواكب أخرى، والتواصل معها أحيانًا.
الغيبيات والسحر: استكشاف المعارف والممارسات الخفية التي تهدف إلى التأثير على الواقع.
فرضية غايا: النظر إلى الأرض ككائن حي واحد، منظم ذاتيًا.
علم النفس والنمو الشخصي:
علم النفس فوق الشخصي: يدمج الجوانب الروحية والمتعالية للتجربة الإنسانية مع علم النفس الحديث.
حركة الإمكانات البشرية: مفاهيم تركز على تحقيق الذات وإدراك الفرد لقدراته الكاملة.
التزامن: مصادفات ذات معنى يُنظر إليها على أنها ذات أهمية أعمق.
تمثل هذه القائمة مجموعة واسعة من الأفكار المترابطة والتي غالبًا ما ترتبط بحركة العصر الجديد.

## الحركة

### سلف قديمة
- غاي بالارد
- هيلينا بلافاتسكي
- إدغار كايس
- أليستر كراولي
- جورج جوردجييف
- ألدوس هكسلي
- كارل يونغ
- بي. دي. أوسبنسكي
- هربرت ساتكليف

### التأثيرات
- ثقافة الستينات المضادة
- حركة الإمكانات البشرية
- الفكر الجديد
- فلسفة خالدة
- Spiritualism
- الشمس كعلامة تنجيم / التكهن بالشمس
- ثيليما
- Theosophy
- دين الكائن الكوني

### المؤثرين
- ريتشارد بوكمينستر فولر (Architecture)
- Anagarika Govinda (البوذية)
- جورج هاريسون (غوروs)
- Julian Jaynes (ثنائية الحجرات (علم النفس))
- تيموثي ليري (ثنائي إيثيل أميد حمض الليسرجيك)
- مهاريشي ماهش يوغي (الهندوسية)
- Neem Karoli Baba (Bhakti yoga)
- Bhagwan Shree Rajneesh (Neo-sannyasa)
- دي. سوزوكي (Zen Buddhism)
- Chögyam Trungpa (Shambhala Training)
- Tarthang Tulku (بوذية تبتية)
- Yogi Bhajan (Kundalini yoga)

### المؤيدون
- خوسيه أرغيويلز
- ريتشارد باخ
- قاي بالارد
- جيمس هربرت برينان
- روندا بايرن
- إيلين كادي
- فريتيوف كابرا
- لي كارول
- كارلوس كاستانيدا
- ديباك شوبرا
- باولو كويلو
- Benjamin Creme
- مارلين فيرغسون
- Shakti Gawain
- ليندا غودمان
- أليكس غري
- ستانيسلاف غروف
- ويليس هارمان
- مايكل هارنر
- Andrew Harvey
- لويز هاي (كاتبة تحفيزية)
- Corinne Heline
- Oscar Ichazo
- ديفيد آيك
- جون س. ليلي
- Max Freedom Long
- شيرلي ماكلين
- Caroline Myss
- Claudio Naranjo
- ليونارد أور
- Ram Dass
- James Redfield
- جين روبرتس
- والتر راسيل
- مارك ساتين
- روبيرت شيلدرايك
- David Spangler
- إيكهارت تول
- نيل دونالد وولش
- كين ويلبر
- ستيوارت وايلد
- ماريان ويليامسون

## علم التنجيم
- ظاهرة 2012
- عصر الدلو
- رسم الخرائط الفلكية [الإنجليزية]
- تعويذة الأحلام [الإنجليزية]
- التقارب التوافقي [الإنجليزية]
- علم التنجيم النفسي [الإنجليزية]

## الوعي
- الإسقاط النجمي
- ذكاء الحيتانيات [الإنجليزية]
- الوعي الأعلى
- التناسخ

## الحركات الثقافية
- تأثير القرد المائة
- أطفال النيلي
- تدريب توعية المجموعات الكبيرة
- نامباسا
- مجتمعات العصر الجديد
- موسيقى العصر الجديد
- مسافرو العصر الجديد
- سفر مقدس
- روحانيون وليس دينيين

## أسرار الأرض
- سفن الأرض [الإنجليزية]
- فنغ شوي
- خطوط لي
- جلاستونبري
- ماتشو بيتشو
- ستونهنج

## الصحة الشاملة
- العلاج بالألوان
- العلاج بالكريستال
- طب الطاقة
- قوة الهرم
- كتب المساعدة الذاتية

## الممارسات
- تمارين التنفس
- شاكرا
- توجيه
- التصور الإبداعي
- السحر
- التأمل
- نيوتانترا

## الحركات السياسية
- تحالف العالم الجديد

## مواضيع علم النفس
- نموذج الدوائر الثماني للوعي
- إنياجرام الشخصية
- نظرية التكامل
- أنماط الشخصية
- البرمجة اللغوية العصبية
- علم النفس فوق الشخصي

## القدرات الخاصة
- الارتفاع
- قياس النفس
- المشاهدة عن بُعد
- رؤية الهالات
- التزامن

## الروحانية
- كن هنا الآن [الإنجليزية]
- الجاية
- المايا
- الوثنية الجديدة
- الشامانية الجديدة [الإنجليزية]
- الاستشراق العصري الجديد [الإنجليزية]
- وحدة الوجود
- التصوف الكمي
- رفقاء الروح
- اليوغا كتمرين

## الحياة الأرضية وخارج الأرض
- اختطاف فضائي
- دوائر المحاصيل
- التواصل مع الدلافين
- فرضية جايا

## قراءة إضافية
- Kemp، Daren؛ Lewis، James R.، المحررون (2007). Handbook of New Age. Boston: Brill Academic Publishers. ISBN:978-90-04-15355-4.
- Melton، J. Gordon؛ Clark، Jerome؛ Kelly، Aidan A. (1990). New Age Encyclopedia. Detroit, MI: Gale Research Inc. ISBN:978-0810371590. ISSN:1047-2746.

قالب:New Age Movement